# Corydalis hirtipes
Corydalis hirtipes är en vallmoväxtart som beskrevs av B.U.Oh och J.G.Kim. Corydalis hirtipes ingår i släktet nunneörter, och familjen vallmoväxter. Inga underarter finns listade i Catalogue of Life.